# Wijken en buurten in Weststellingwerf
De Nederlandse gemeente Weststellingwerf is voor statistische doeleinden onderverdeeld in wijken en buurten. De gemeente is verdeeld in de volgende statistische wijken:
- Wijk 00 Wolvega (CBS-wijkcode:009800)
- Wijk 01 Sonnega (CBS-wijkcode:009801)
- Wijk 02 Helomavaart (CBS-wijkcode:009802)
- Wijk 03 Munnekeburen (CBS-wijkcode:009803)
- Wijk 04 Scherpenzeel (CBS-wijkcode:009804)
- Wijk 05 Oldeholtpade (CBS-wijkcode:009805)
- Wijk 06 Blesdijke (CBS-wijkcode:009806)
- Wijk 07 Steggerda (CBS-wijkcode:009807)
- Wijk 08 Noordwolde (CBS-wijkcode:009808)

Een statistische wijk kan bestaan uit meerdere buurten. Onderstaande tabel geeft de buurtindeling met kentallen volgens het Centraal Bureau voor de Statistiek (2008):
| CBS-buurtcode | Buurtnaam                                  | Inwonertal | Opp. totaal (ha) | Opp. land (ha) | Ligging                |
| ------------- | ------------------------------------------ | ---------- | ---------------- | -------------- | ---------------------- |
| BU00980000    | Wolvega                                    | 12400      | 808              | 804            | Locatie in de gemeente |
| BU00980009    | Verspreide huizen Wolvega                  | 20         | 515              | 444            | Locatie in de gemeente |
| BU00980100    | Sonnega                                    | 210        | 384              | 384            | Locatie in de gemeente |
| BU00980101    | Nijelamer                                  | 120        | 252              | 249            | Locatie in de gemeente |
| BU00980102    | Nijeholtwolde                              | 160        | 396              | 396            | Locatie in de gemeente |
| BU00980103    | Oldeholtwolde                              | 40         | 129              | 129            | Locatie in de gemeente |
| BU00980104    | Ter Idzard                                 | 260        | 330              | 330            | Locatie in de gemeente |
| BU00980105    | Verspreide huizen Sonnega                  | 20         | 201              | 198            | Locatie in de gemeente |
| BU00980106    | Verspreide huizen Nijelamer                | 40         | 584              | 571            | Locatie in de gemeente |
| BU00980107    | Verspreide huizen Nijeholtwolde            | 40         | 465              | 464            | Locatie in de gemeente |
| BU00980108    | Verspreide huizen Oldeholtwolde            | 100        | 892              | 856            | Locatie in de gemeente |
| BU00980109    | Verspreide huizen Ter Idzard               | 50         | 504              | 501            | Locatie in de gemeente |
| BU00980200    | Oldetrijne                                 | 180        | 400              | 399            | Locatie in de gemeente |
| BU00980201    | Oldelamer                                  | 180        | 486              | 485            | Locatie in de gemeente |
| BU00980208    | Verspreide huizen Oldetrijne               | 40         | 596              | 566            | Locatie in de gemeente |
| BU00980209    | Verspreide huizen Oldelamer                | 50         | 1219             | 1104           | Locatie in de gemeente |
| BU00980300    | Munnekeburen                               | 340        | 314              | 273            | Locatie in de gemeente |
| BU00980301    | Nijetrijne                                 | 60         | 172              | 133            | Locatie in de gemeente |
| BU00980302    | Langelille                                 | 150        | 78               | 74             | Locatie in de gemeente |
| BU00980307    | Verspreide huizen Munnekeburen             | 70         | 418              | 410            | Locatie in de gemeente |
| BU00980308    | Verspreide huizen Nijetrijne               | 80         | 629              | 474            | Locatie in de gemeente |
| BU00980309    | Verspreide huizen Langelille               | 120        | 634              | 605            | Locatie in de gemeente |
| BU00980400    | Scherpenzeel                               | 350        | 171              | 161            | Locatie in de gemeente |
| BU00980401    | Spanga                                     | 80         | 169              | 154            | Locatie in de gemeente |
| BU00980402    | Slijkenburg                                | 40         | 6                | 6              | Locatie in de gemeente |
| BU00980408    | Verspreide huizen Scherpenzeel             | 90         | 258              | 254            | Locatie in de gemeente |
| BU00980409    | Verspreide huizen Spanga                   | 130        | 822              | 800            | Locatie in de gemeente |
| BU00980500    | Oldeholtpade                               | 1020       | 487              | 487            | Locatie in de gemeente |
| BU00980501    | Nijeholtpade                               | 400        | 309              | 309            | Locatie in de gemeente |
| BU00980508    | Verspreide huizen Oldeholtpade             | 50         | 495              | 488            | Locatie in de gemeente |
| BU00980509    | Verspreide huizen Nijeholtpade             | 90         | 543              | 534            | Locatie in de gemeente |
| BU00980600    | Blesdijke                                  | 330        | 334              | 334            | Locatie in de gemeente |
| BU00980601    | De Blesse                                  | 710        | 41               | 41             | Locatie in de gemeente |
| BU00980602    | Peperga                                    | 60         | 39               | 39             | Locatie in de gemeente |
| BU00980607    | Verspreide huizen De Blesse                | 100        | 185              | 184            | Locatie in de gemeente |
| BU00980608    | Verspreide huizen Blesdijke                | 160        | 1235             | 1215           | Locatie in de gemeente |
| BU00980609    | Verspreide huizen Peperga                  | 30         | 275              | 273            | Locatie in de gemeente |
| BU00980700    | Steggerda                                  | 850        | 359              | 359            | Locatie in de gemeente |
| BU00980701    | Vinkega                                    | 140        | 170              | 170            | Locatie in de gemeente |
| BU00980702    | De Hoeve                                   | 310        | 388              | 385            | Locatie in de gemeente |
| BU00980707    | Verspreide huizen Steggerda                | 260        | 1169             | 1157           | Locatie in de gemeente |
| BU00980708    | Verspreide huizen Vinkega                  | 80         | 373              | 370            | Locatie in de gemeente |
| BU00980709    | Verspreide huizen De Hoeve                 | 120        | 377              | 372            | Locatie in de gemeente |
| BU00980800    | Noordwolde                                 | 3770       | 1230             | 1222           | Locatie in de gemeente |
| BU00980801    | Boijl                                      | 530        | 146              | 146            | Locatie in de gemeente |
| BU00980807    | Oosterstreek                               | 540        | 437              | 437            | Locatie in de gemeente |
| BU00980808    | Verspreide huizen Noordwolde en Zandhuizen | 340        | 793              | 790            | Locatie in de gemeente |
| BU00980809    | Verspreide huizen Boijl                    | 380        | 1619             | 1619           | Locatie in de gemeente |